# 瓦赫施泰因巴赫河
49°4′15.74″N 10°48′33.73″E / 49.0710389°N 10.8093694°E
瓦赫施泰因巴赫河是德國的河流，位於該國東南部，由巴伐利亞負責管轄，屬於阿爾特米爾河的左支流，河道全長3公里，流域面積2.1平方公里，發源自泰倫霍芬西側。